# آلفرد مسنجر
آلفرد مسنجر (انگلیسی: Alfred Messenger; ۴ دسامبر ۱۸۸۷ – ۱ ژانویهٔ ۱۹۶۸) ژیمناست هنری اهل بریتانیا بود.